# 気候変動イニシアティブ
気候変動イニシアティブ（きこうへんどう - 、Japan Climate Initiative）は日本の環境に関する非営利団体。

## 概要
- 地球温暖化防止に向けた新し世界の約束を目指して2015年に「パリ協定」が成立したことを受け、民間企業・自治体・NGO市民などで構成のために2018年7月6日に発足[1]。
- 化石燃料に頼らない脱炭素社会を目指して、気候変動対策をビジネスや発展のチャンスに変えるように団結を活動。発足時は105団体[2]が、2021年8月現在は663団体に増やした。
- 日本だけでなく、世界の気温の上昇・水不足・自然災害・異常気象の懸念が問題となり、課題が多い。